# Harkerudssjöns gammelskog
Harkerudssjöns gammelskog är ett naturreservat i Munkedals kommun i Västra Götalands län.
Området är naturskyddat sedan 2016 och är 153 hektar stort. Reservatet omfattar större delen av Harkerudssjön och höjder omkring denna i norr, öster och väster. Reservatet består av barrskog.